# Boulevard City
Boulevard Riyadh City (BLVD RUH CITY) (tiếng Ả Rập: بوليفارد رياض سيتي, đã Latinh hoá: Būlīfārd Riyāḍ Sītī), hoặc được gọi ngắn gọn là The Boulevard, là một khu phức hợp giải trí và thương mại lâu năm nằm ở khu vực Hittin của Riyadh, Ả Rập Xê Út. Khu phức hợp có diện tích 220 mẫu Anh (89 ha). Hằng năm, nơi đây tổ chức lễ hội giải trí Riyadh Season.